# Souvignet
Souvignet SAS située à Bonson, est une entreprise de conception, développement et fabrication de sièges, chaises, tables destinés à l'hôtellerie, à la restauration, aux salles de réunion, aux salles d'attente, au monde scolaire et universitaire. La société a été cédée en 2014.

## Exemples de production

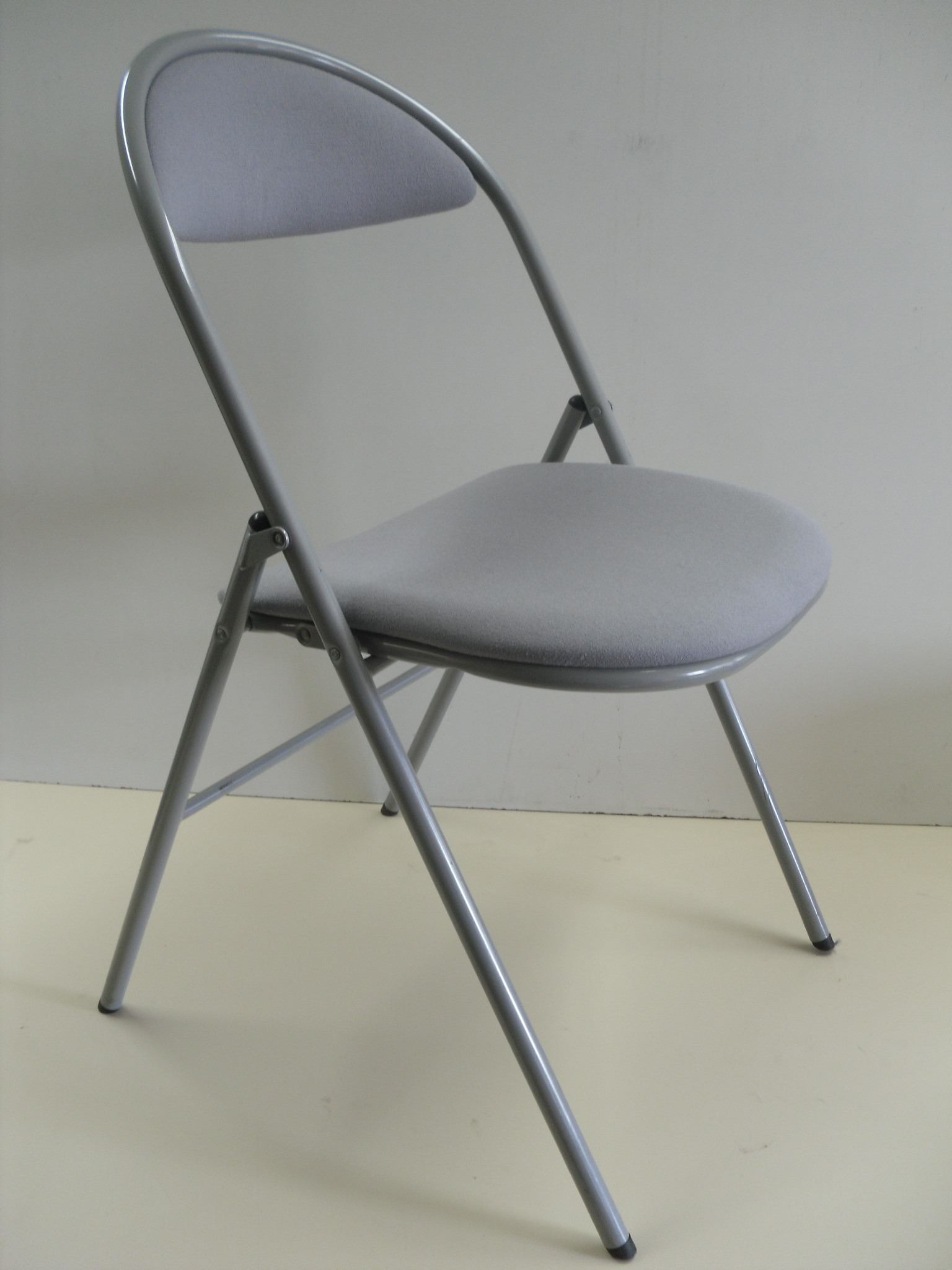
Souvignet chaise pliante "PliChaise".
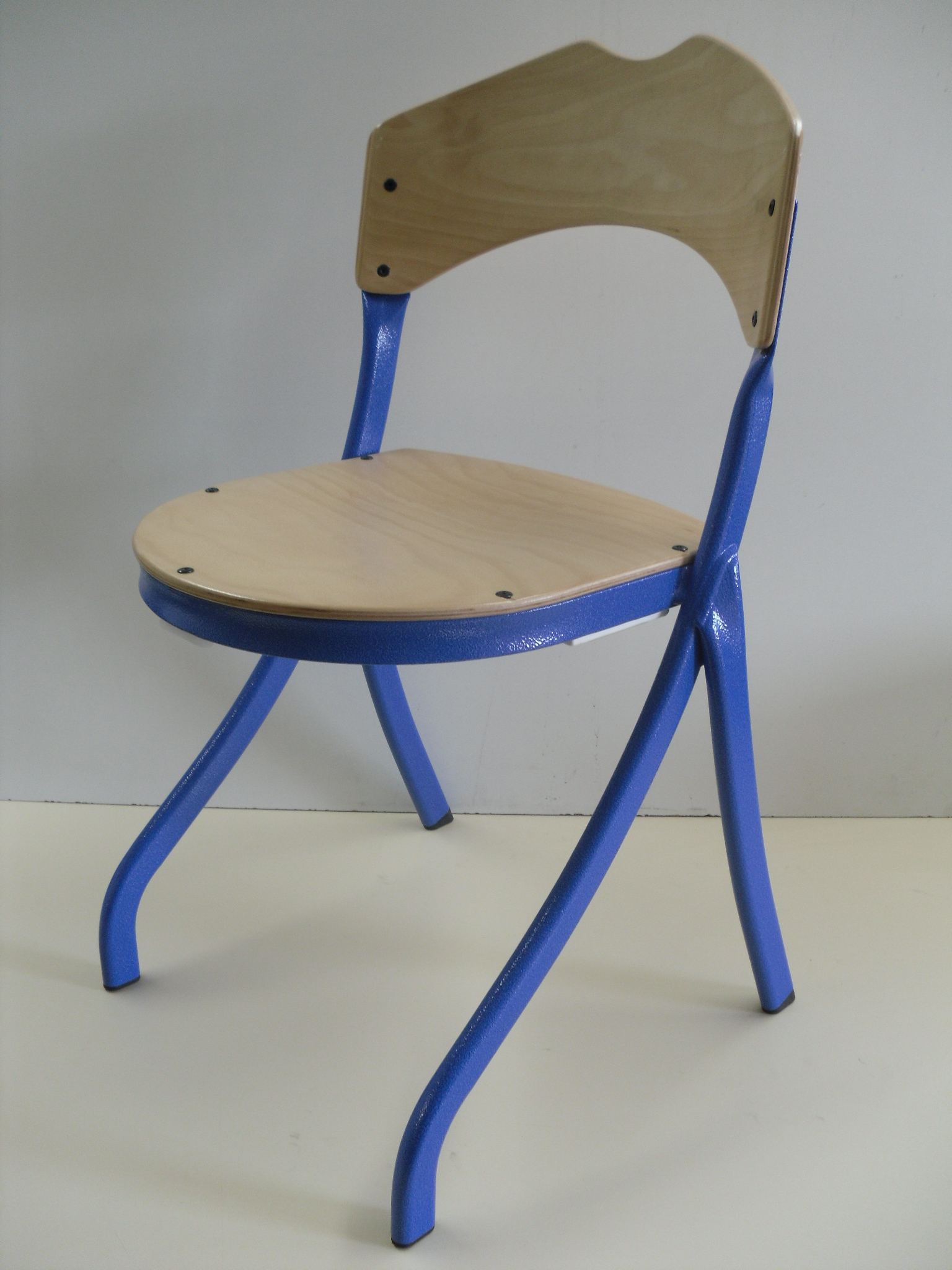
Souvignet Chaise Caroline.
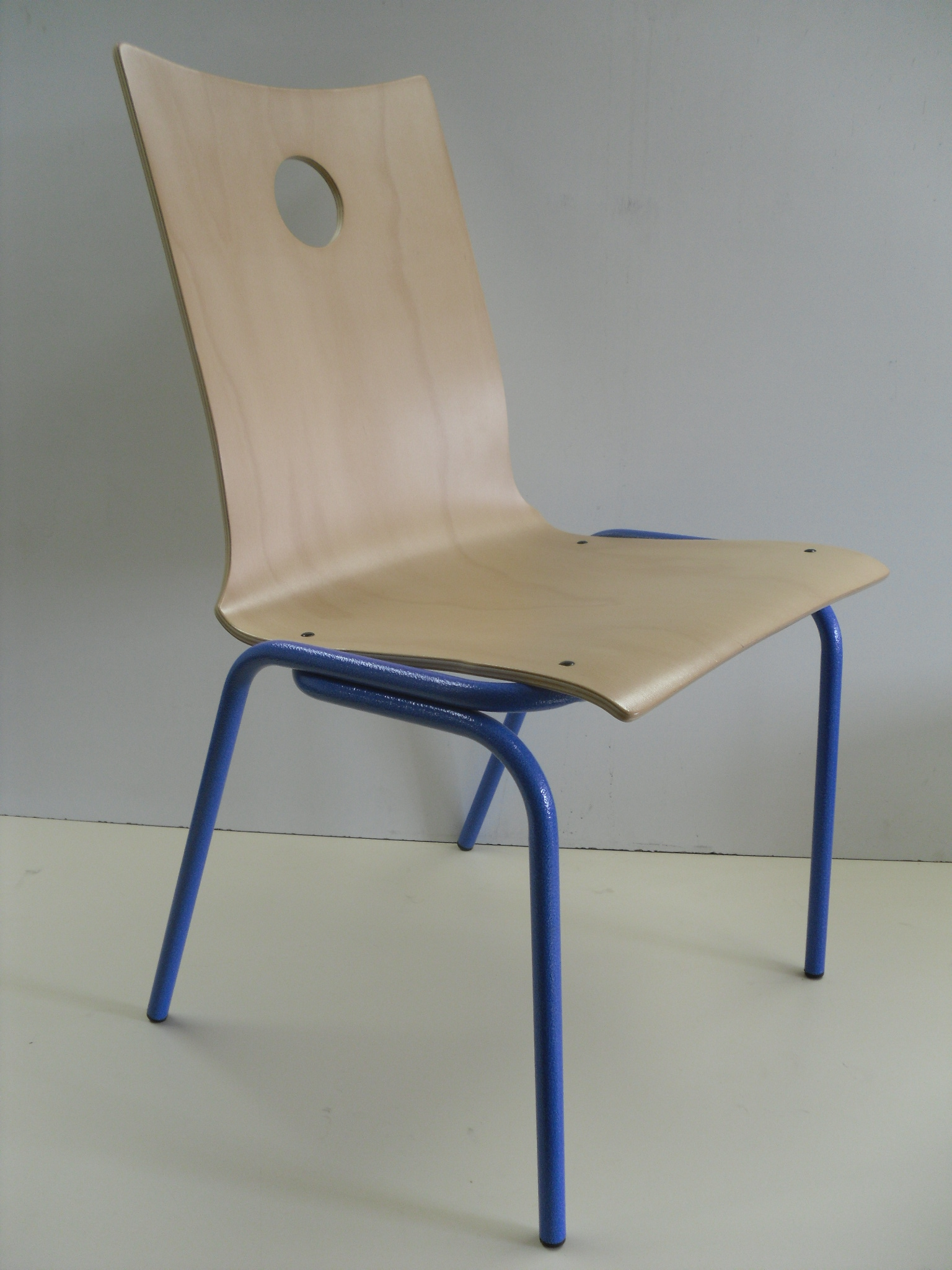
Souvignet Chaise B100L.
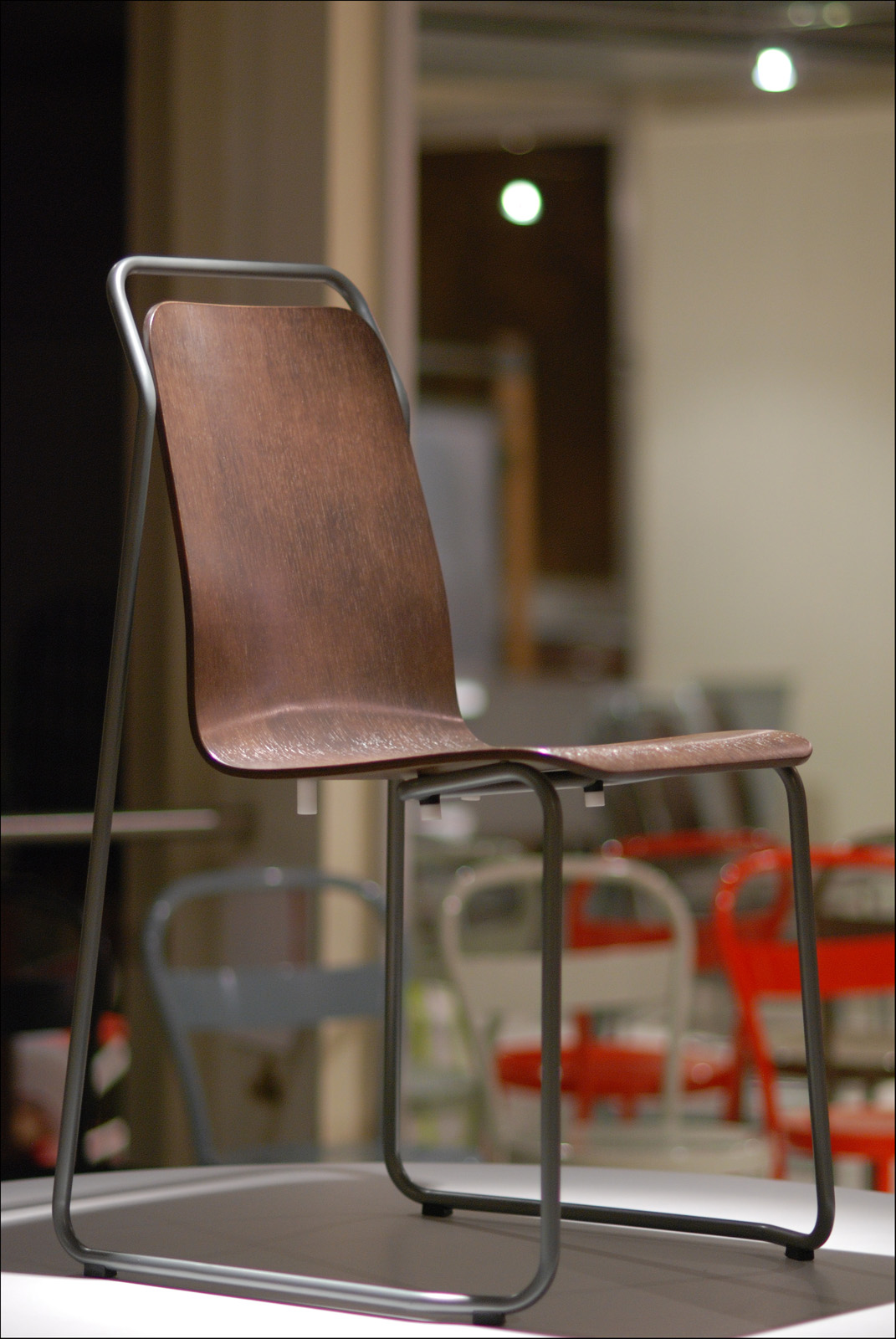
SouvignetDesign DS4.

## Histoire de Souvignet

### 1927-1938 – Les débuts
Création de l’entreprise par Jean Souvignet. L’entreprise est alors un fabricant de tube pour l’industrie du cycle stéphanoise.
En 1938, l’entreprise acquiert les locaux de l’ancienne fabrique d’arme Zavattero et transfère son activité dans cet atelier situé sur la commune de Saint-Bonnet-le-Château.

### 1938-1965 – Le cycle et motocycle
Souvignet n’est encore qu’une SARL lorsque Georges et Robert, fils de Jean Souvignet entre dans l’entreprise en 1949. Rapidement l’entreprise devient un leader dans la fabrication de fourches et sous-éléments pour l’industrie du cycle, avec des clients comme Peugeot cycles, Solex, Cycles Mercier, Motobecane.
En 1958, Jean Souvignet s’associe avec Frédéric Bayet et Antoine Dupuy et développe à Saint-Bonnet-le-Château l’entreprise OBUT.
Dès 1960, un nouveau projet est à l’étude : la création de mobilier tubulaire. Ainsi en 1965 nait la PliChaise.

### 1966-1985 – Le cycle et le mobilier métallique
En 1972, Souvignet construit un nouveau site de production, situé à Bonson, dans la Loire, cette usine destinée à la fabrication de mobilier produit depuis 40 ans, la PliChaise et les autres modèles de la gamme.
La Plichaise est une chaise pliante tubulaire avec des finitions garnies, vernies et tout acier. Depuis 1965, cette chaise s’est déjà vendue à plus de 4 millions d’exemplaires.

### 1985-2009 – Le mobilier collectif

Ancien logo de l'entreprise.

Forte de la réussite de son modèle PliChaise, l’entreprise développera d'autres produits pour les marchés collectifs.
Ainsi en 1990 nait le modèle C210 « Caroline » qui participera à la modernisation de nombreuses salles de classe en France.
L’entreprise équipera de nombreuses salles polyvalentes avec la « chaise 100 », qui constituée par une structure tubulaire et une finition plastique ou bois est devenue une référence.
Au cours des années 2000, l’entreprise développera des modèles pour le secteur professionnel le«  modèle 540 », une chaise à structure aluminium, assise et dossier bois et finition garnie.

### 2009-2012 - Le mobilier collectif et l’approche design

logo SouvignetDesign.

En 2009, Souvignet a développé une gamme sur mesure pour l’école supérieure art et design de Saint-Etienne. Le modèle DS3 a été conçu en partenariat avec deux étudiants designers, Sophie Françon et François Mangeol. Il recevra en 2009 un label design délivré par le V.I.A..
En 2010 est créée la marque SouvignetDesign. Le lancement de cette nouvelle gamme aura lieu lors de la biennale internationale du design de Saint-Étienne.
En 2010, l'entreprise est choisie par la région Rhône-Alpes pour mener un projet éco-durable.
En 2012, Souvignet participe à l’événement DesignMap.
En 2012 La société reprend l'activité de Magne à Portes-les-Valence placée en liquidation judiciaire le 11 janvier 2012.

### 2013 - Les difficultés financières
Placée en sauvegarde puis en redressement judiciaire et en liquidation, la société Souvignet est reprise en 2014 par la société parisienne Mobidecor, la seule offre présentée au tribunal de commerce de Saint-Etienne (Loire). Ce projet porté par Romain et Alexandre Jacot concerne également la filiale de mobilier bois Sovimeuble à La Tourette (Loire) et le holding Sovexia. 54 des 113 salariés conservent un emploi. Le groupe dont la principale unité de production est situé à Bonson (Loire) a enregistré des pertes de 1,3 million pour un chiffre d’affaires (consolidé) de 15,8 millions en 2013.
Mobidecor a donc 4 sites industriels : Amiens, Bonson, Mâcon et Portes-lès-Valence. Le siège social est à Paris.

## Les Collaborations
Souvignet a collaboré avec Pagnon-Pelhaitre, N°111, François Mangeol, et Sébastien Cluzel.

### Liens connexes
- Institut Technologique FCBA
- NF Mobilier Professionnel